# Evento anóxico

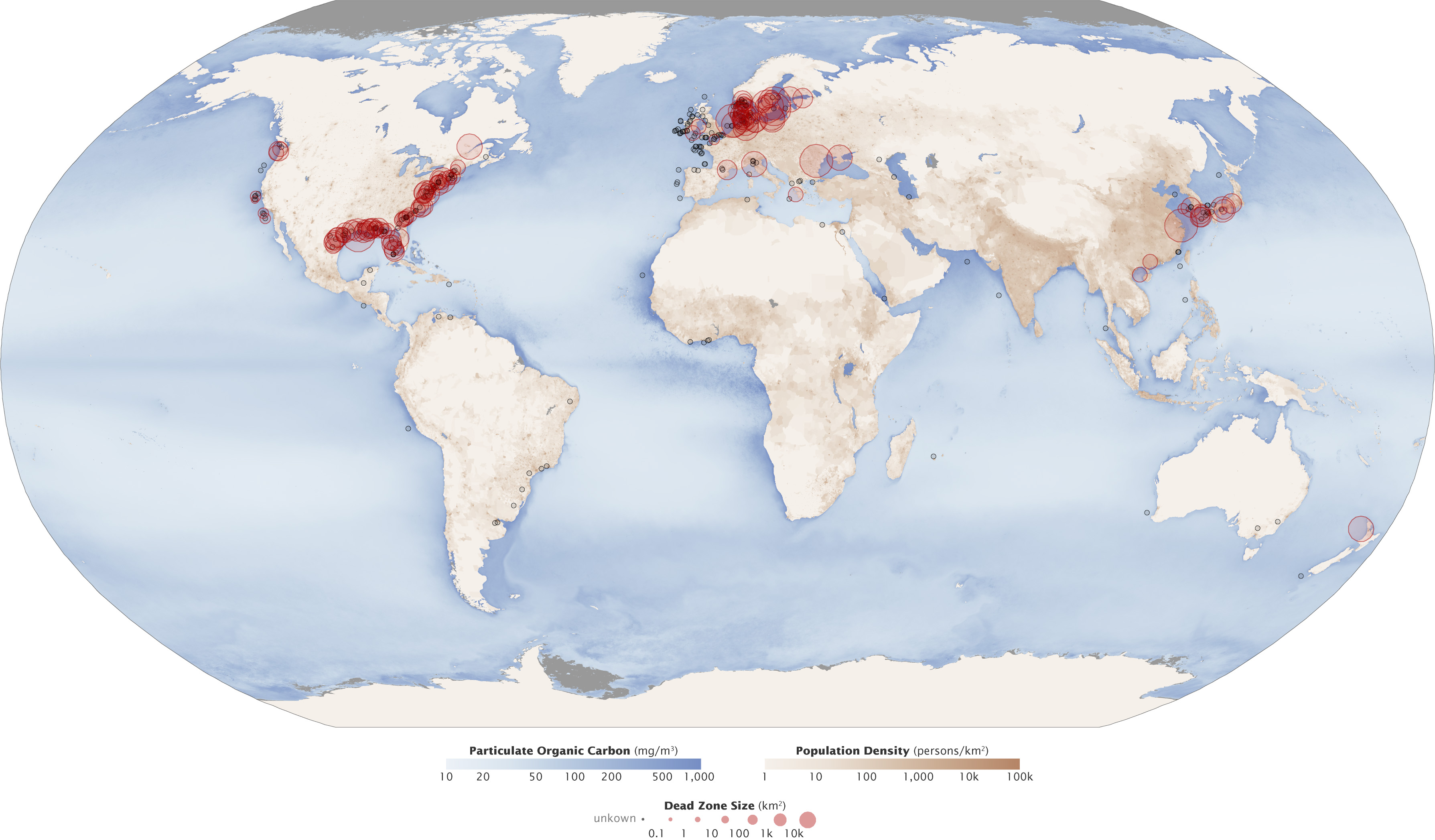
Círculos vermelhos mostram a localização e tamanho de várias zonas mortas.
Pontos pretos mostram as zonas mortas oceânicas de tamanho desconhecido.
O tamanho e o número dessa áreas — onde as águas profundas têm níveis tão baixos de oxigênio dissolvido que as criaturas marinhas não conseguem sobreviver — tem crescido extensivamente no último meio século. – NASA Earth Observatory

Eventos anóxicos oceânicos ou eventos anóxicos são os intervalos de tempo no passado da Terra onde porções dos oceanos tornaram-se pobres em  oxigênio (O2) em profundidades de uma grande área geográfica. Durante alguns desses eventos, a euxinia se desenvolveu  Embora eventos anóxicos não ocorram há milhões de anos, registros geológicos mostram que aconteceram muitas vezes no passado. Eles coincidem com várias extinções em massa e podem ter contribuído para elas, incluindo algumas que geobiólogos usam como marcos temporais de datação bioestratigráfica. Acredita-se que esses eventos anóxicos estejam fortemente ligados à desaceleração da circulação oceânica, aquecimento climático e níveis elevados de gases do efeito estufa. O vulcanismo aprimorado (por meio da emissão de CO2 e outros gases) é proposto como o gatilho externo central para o desenvolvimento de tais eventos.